# 小刀会

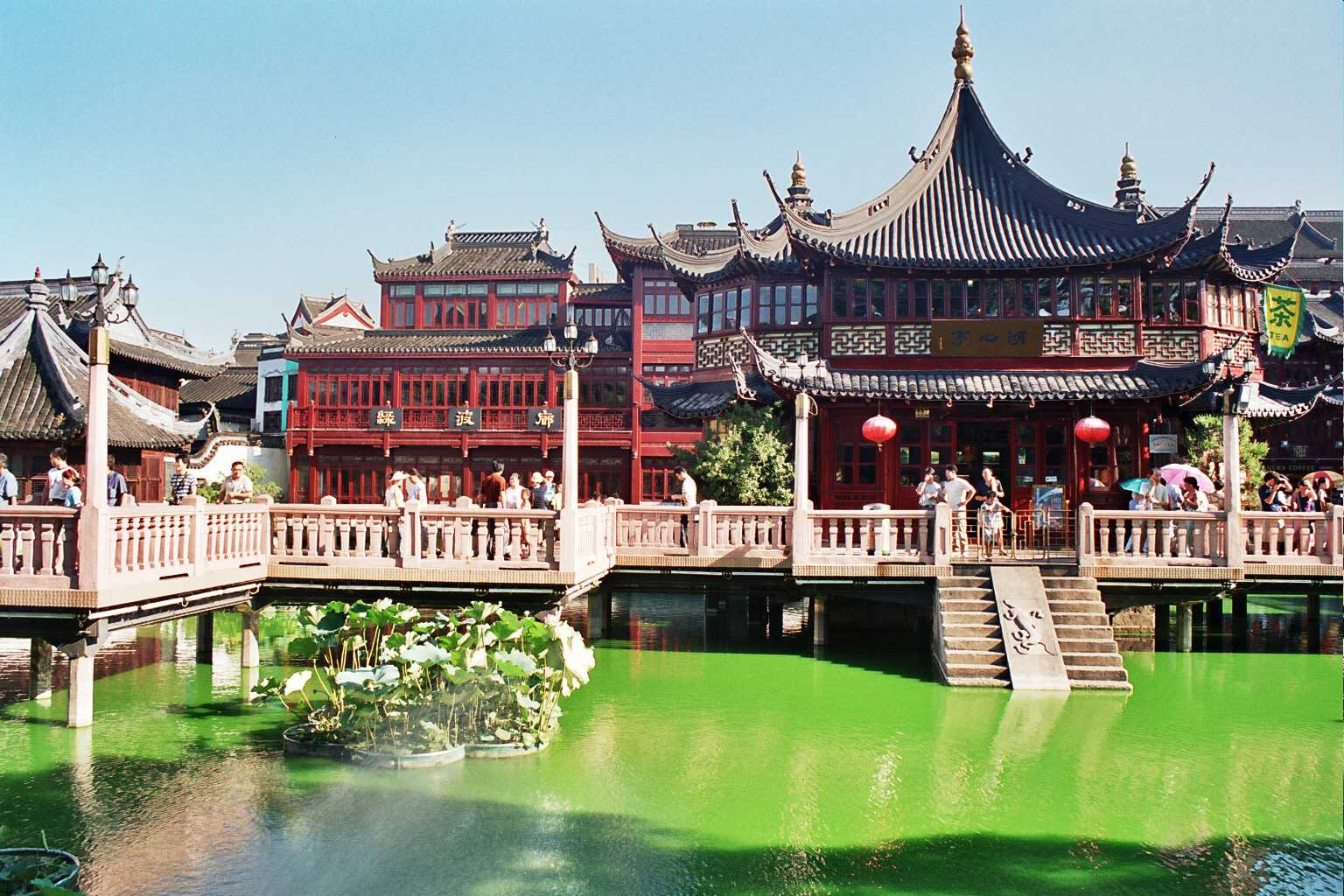
小刀会が司令部を置いた豫園

小刀会（しょうとうかい）は、清代の秘密結社である。最も早い記述は1742年に見られる。主に江蘇省・安徽省・福建省・台湾で活動を行った。最初は互助的なもので反清復明とは無関係だったが、1850年に陳慶真が廈門で天地会の分枝としての小刀会を成立させ、それが上海の農民・遊民・手工業者・商人に広まっていった。大刀会にあやかってつけられた名称だが、同組織とは一切無関係である。

## 廈門小刀会蜂起
1853年3月、太平天国が南京を占領すると、5月には福建省の小刀会首領黄威・黄徳美などが蜂起し、龍渓・同安・廈門・漳浦を攻撃し、総兵曹三祝を敗死させた。廈門に政権を立て、黄威は「漢大明統兵大元帥」と称し、税の免除と太平天国との連携を宣言した。しかし太平天国との連携が成立しないうちに清の反撃にあって10月に廈門を撤退し、5年にわたるゲリラ戦の末鎮圧された。

## 上海小刀会蜂起
1853年9月、上海でも小刀会は蜂起した。広東省香山出身の劉麗川、上海青浦出身の周立春・周秀英、福建省出身の李咸池・陳阿林、上海出身の潘起亮などが指導者であり、蜂起部隊は広東人が半数を占めていた。小刀会は上海知県袁祖徳を殺害し、上海道台・税関監督の呉健彰を捕え（後に呉健彰はアメリカの南部バプテスト連盟宣教師イェーツの援助で脱出した）、周辺の嘉定・青浦を占領し、豫園に司令部を置いた。小刀会は「大明国」を建立して、劉麗川は「大明国統理政教招討大元帥」を自任したが、やがて後に「太平天国」と改め洪秀全との連携を模索した。
小刀会は、反清復明が目的で租界の攻撃が目的ではないと表明したため、アメリカ合衆国・イギリス・フランスは中立の姿勢をとった。この時に大量の難民が租界に流入したために華人と外国人の住み分けの原則が崩れ、租界は混住地となった。
1854年4月に清軍と欧米人居住者による駐軍や自警団が衝突した泥城の戦いでは周秀英ら娘子軍が自警団側に加勢し、清側は300人の死者を出す敗北を喫したため、呉健彰は上海の税関と租界の権益を条件にアメリカ合衆国・イギリス・フランスに小刀会鎮圧の支持を求めた。12月にフランスは小刀会に宣戦し、翌1855年1月の北門の戦いで清は県城を攻め周秀英が捕らわれて処刑され、2月に劉麗川は包囲を突破したが戦死した。残党の一部は鎮江に逃れ、太平天国に参加した。